# CA-125
El CA-125 es un marcador tumoral que se mide en sangre y puede estar elevado, en ciertos cánceres, aunque no es específico y se eleva en otras enfermedades e incluso en personas sin enfermedad alguna.
El CA-125 es una glucoproteína de elevado peso molecular (mucina) que puede ser producida por diferentes estructuras como los mesotelios (pleura, peritoneo y pericardio), trompa de Falopio, endocérvix y fondo vaginal. El CA-125 no es por tanto un marcador específico tumoral sino que puede ser sintetizado tanto por células normales como malignas de los epitelios donde se origina. Por ello, su utilización en la práctica médica es de utilidad limitada, por problemas de especificidad o falsos positivos (elevación del marcador en ausencia del evento clínico que se pretende evidenciar) y de sensibilidad o falsos negativos (ausencia de elevación del marcador en presencia del evento clínico). 
Está más frecuentemente asociado a cáncer de ovario, pero también puede estar elevado en otros tipos de tumor, como cáncer de endometrio, trompas de falopio, cáncer de pulmón, cáncer de mama, cáncer de páncreas, cáncer de hígado y cáncer de colon. 
También puede encontrarse elevado en enfermedades no cancerosas como las enfermedades hepáticas (cirrosis, hepatitis crónica, hepatitis granulomatosa), procesos con afectación de serosas (pleuritis, peritonitis, derrame pleural, derrame pericárdico, tuberculosis peritoneal, síndrome de Meigs, colagenosis, etc.), endometriosis, enfermedad inflamatoria pélvica, pancreatitis, sarcoidosis, hamartoma pulmonar, procedimientos quirúrgicos o que causan una rotura traumática del peritoneo, como la diálisis peritoneal e incluso puede elevarse durante el embarazo y la menstruación.
Por lo tanto es un test o prueba no específica para cáncer, y poco sensible, dado que no está elevado en todos los cánceres descritos y muchas veces es negativo aunque el paciente presente alguno de los procesos anteriormente señalados.
El CA-125 es particularmente útil en pacientes ya diagnosticados de  carcinoma de ovario, para control de la respuesta al tratamiento y como factor pronóstico después del tratamiento. 